# Zaózerie
Zaózerie (en rus: Заозерье) és un poble de l'óblast d'Arkhànguelsk, a Rússia, segons el cens del 2012 tenia 106 habitants.